# سفارة المجر في اليابان
سفارة المجر في اليابان هي أرفع تمثيل دبلوماسي لدولة المجر لدى اليابان. تقع السفارة في طوكيو وهي تهدف لتعزيز المصالح المجرية في اليابان.

## وصلات خارجية
- الموقع الرسمي
- قائمة سفارات المجر
- قائمة السفارات في اليابان